# Péninsule Fleurieu

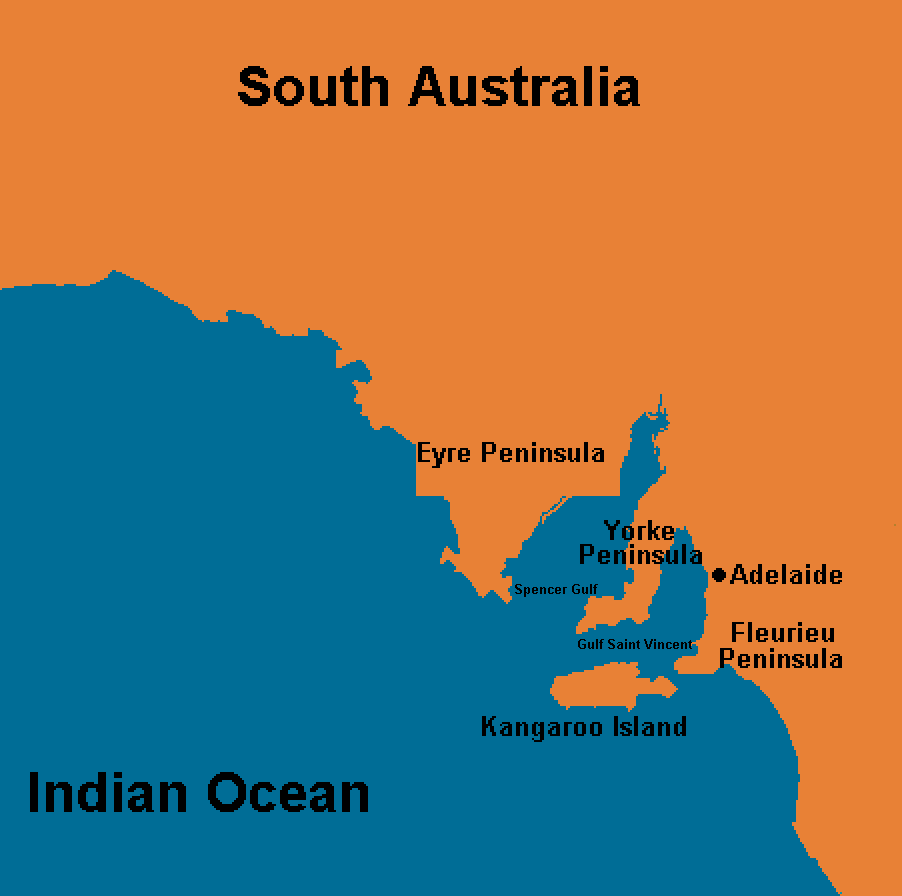
Carte de l'Australie-Méridionale montrant la péninsule Fleurieu au sud d'Adélaïde.

La péninsule Fleurieu est une péninsule située au sud d'Adelaide en Australie-Méridionale, Australie. 
Elle comprend les villes de Delamere, Victor Harbor, Goolwa, Yankalilla et la région vinicole de McLaren Vale.
Un ferry permet de rejoindre à partir de Cape Jervis, à l'extrémité de la péninsule, à l'île Kangourou. 
La péninsule fut nommée durant l'expédition française vers les Terres australes par le capitaine Nicolas Baudin en 1802, en l'honneur du Ministre de la Marine, Charles Pierre Claret, Comte de Fleurieu.